# Amtsbezirk Toftlund
Der Amtsbezirk Toftlund war ein Amtsbezirk im Kreis Hadersleben in der Provinz Schleswig-Holstein.
Der Amtsbezirk wurde 1889 gebildet und umfasste die folgenden Gemeinden: 
1. Aabel
2. Allerup
3. Götterup
4. Stenderup
5. Tieslund
6. Toftlund

1920 wurden der Amtsbezirk aufgelöst und die Gemeinden aufgrund der Volksabstimmung in Schleswig an Dänemark abgetreten.